# Original-Odhner

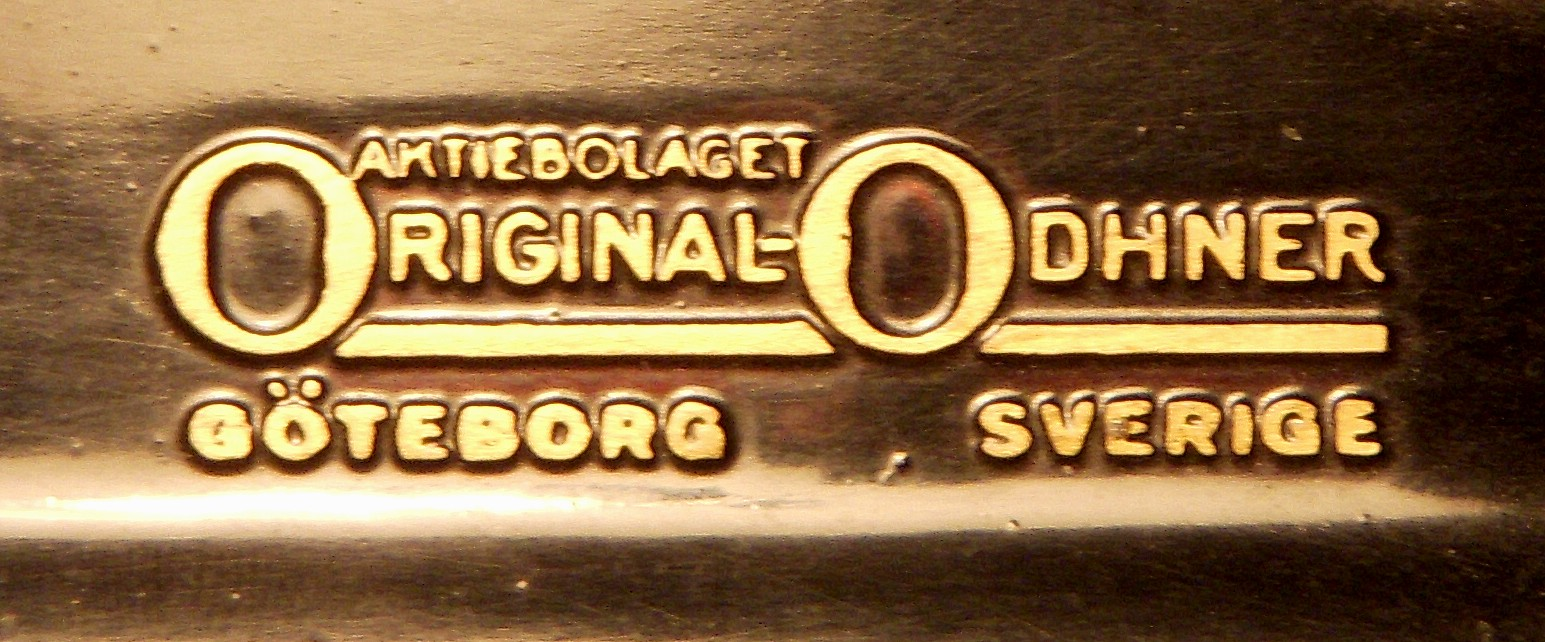
Firmaskylt från 1930-talet

Original-Odhner var en svensk tillverkare av räknemaskiner. Svensken Willgodt Odhner uppfann den så kallade räknesnurran, en apparat som kunde hantera de fyra räknesätten.

## Historik
Odhner såg pinnhjulsprincipen på en maskin vid en utställning i Sverige 1866 och hade en maskin fullt klar 1874. Principen i Odhner-maskinen är att maskinen har ett system av så kallade pinnhjul med ett föränderligt antal kuggar. Genom inställningsarmar regleras antalet kuggar som är i funktion. Idén togs efter av flera andra räknemaskintillverkare efter Odhner, och för att skilja ursprungsprodukten från de andra fabrikaten kallades därför Odhners maskin Original-Odhner. 

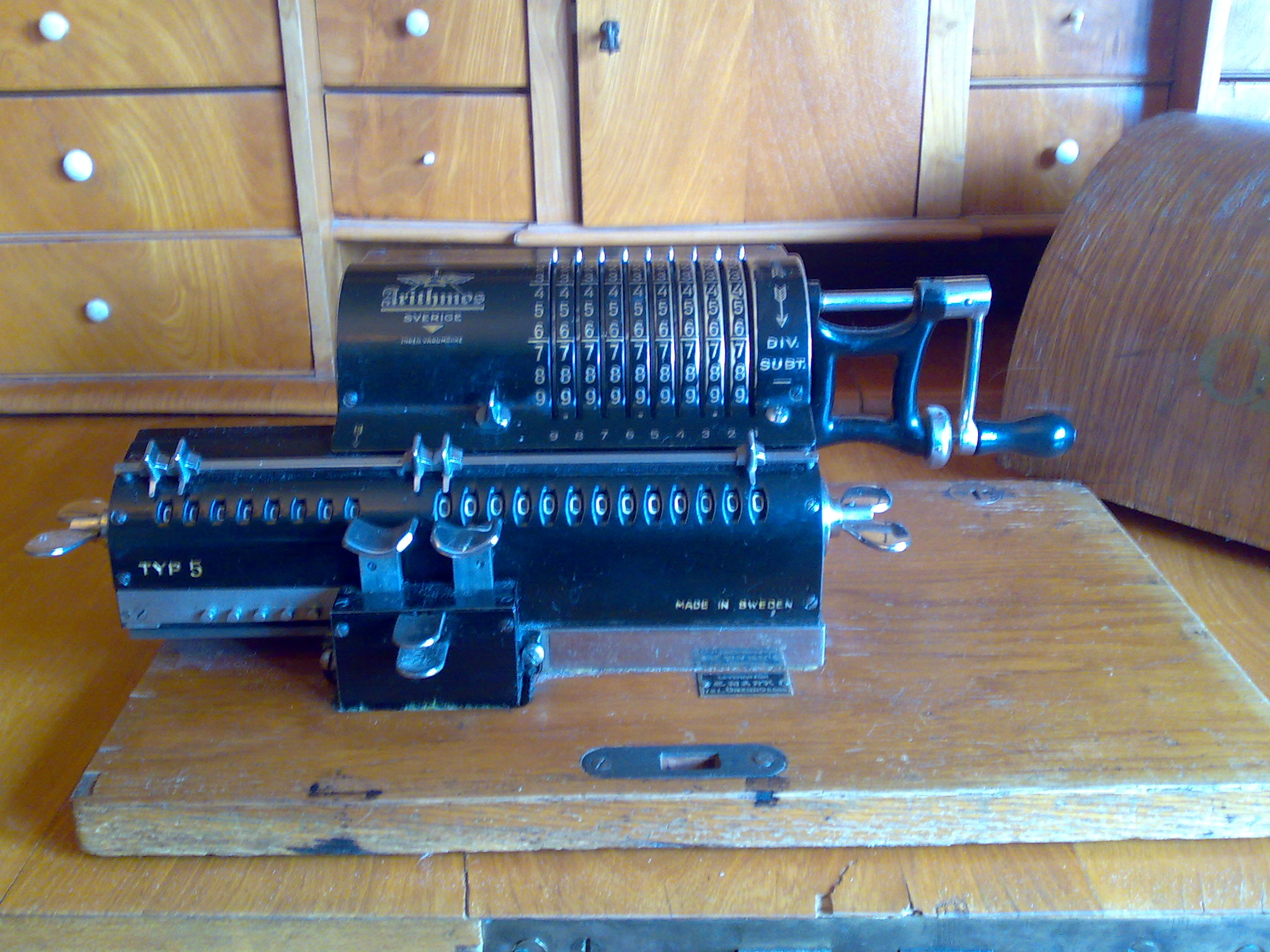
Original-Odhner Arithmos Typ 5

Patent erhölls i Tyskland, i namnet av en kompanjon till Odhner, "herr Königsberg". Odhner var ursprungligen anställd hos Nobelverken i Sankt Petersburg, och sedermera vid kejserliga tryckeriet i S:t Petersburg, där sedlarna trycktes i pressar som konstruerats av honom. Han fick impulsen då han såg hur svårt arbetet var med ägobytesarbetet och storskiftet i det stora tsarriket. Vid utskiftning av byjorden krävdes omfattande geodetiska uträkningar. Odhner arbetade också hos det ryska sedeltryckeriet och under den tiden startade han en liten verkstad för sina experiment, vilka utfördes på fritiden. Odhner startade en fabrik i Sankt Petersburg 1886, för tillverkning av "arithmometrar" och 1894 uppfördes en ny fabrik, men här tillverkades också andra saker. 
Vid denna tid knöts till Odhner en finsk verkmästare, Edvard Kuikka, som hade stor del i Odhners framgångar. Under det rysk-japanska kriget nedlades verksamheten delvis, då även annat måste framställas, men kom igång igen 1906-07. Willgodt Odhner dog i september 1905 och ledningen övertogs då av sonen Alexander Hj. Odhner (1873-1918) och svärsonen, ingenjör Karl Siewert. Företaget ombildades 1912 till familjeföretag med Karl Siewert som verkställande direktör. Sedan den ryska revolutionen brutit ut 1917 flyttades verksamheten till det nybildade AB Original-Odhner i Göteborg. Man lyckades föra över viktiga ritningar och maskiner till Göteborg. Sedan tidigare var Hadar Schmidt under många år det ryska bolagets generalagent i Sverige.

## Sverigeverksamheten byggs upp

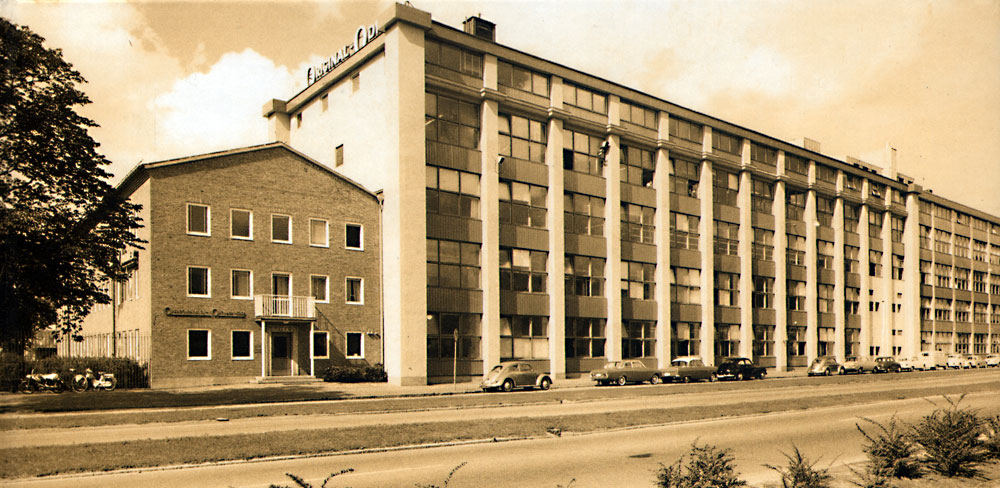
Original-Odhners fabriksbyggnad på Gamlestadsvägen i Göteborg, ca 1965.

Det var unge Odhners sysslingar bröderna Sven och Erik Wingquist — SKF:arna — som fick fart på det nya bolaget. Den 1 februari 1918 kunde ett kontrakt undertecknas mellan Erik Wingquist såsom representant för de svenska intressenterna och Alexander Hj. Odhner och K. Siewert för firman W. T. Odhner. Den första styrelsen bestod av; av Axel Carlander (Gamlestadens Fabriker), direktörerna Sigurd Larsson (Larsson, Seaton & Co), Erik Wingquist (SKF), Anders Hellström (Papyrus) och Bengt Fjellman (SKF). Till verkställande direktör utsågs Hugo Schauman. De drivande krafterna var främst direktörerna Hugo Schauman och Hans Herlitz (vd 1921-42). 
Efter att först ha hyrt tillfälliga lokaler inom Gamlestadens fabriker från februari 1918, kunde man på våren 1920 flytta in i en nybyggd fabrik vid Gamlestadsvägen 18. Byggnaden i fem våningar uppfördes 1918-20 efter ritningar av Arvid Bjerke. Från mitten av 1920-talet hade Original-Odhner cirka 250 medarbetare, och tillverkningsvärdet uppgick till cirka 2 miljoner kronor. År 1943 tillbyggdes en kontorslänga söder om fabriksbyggnaden. Lokalerna togs över 1969 av Saab-Scania. Företaget klarade den ekonomiska krisen på 1920-talet och konsoliderades med försäljningsorganisation och dotterbolag i flera europeiska länder, vilka 1928 ersattes av generalagenturer. Sverige indelades i fyra avdelningar, med totalt femtio likvärdiga distrikt.

## Fortsatt expansion och additionsmaskinen
År 1934 följde bolagets konstruktion av en skrivande additionsmaskin, vilken omkonstruerades 1938 och 1944. En ny fabrik skulle startas upp i Strömstad. Den 23 mars 1937 kunde ett kontrakt undertecknas mellan Alexander Hj. Odhner och Arne Anton Rosell att en fabrik skulle startas upp i Strömstad under följande år för firman W. T. Odhner. Antalet anställda 1938 var 231 stycken och omsättningen var 2,3 miljoner kronor. Efter direktör Hans Herlitz död 1942 övergick aktiemajoriteten i bolaget till AB Åtvidabergs Industrier, sedermera Facit AB (1965). 
Facit-Odhner blev en av världens största tillverkare och exportörer av kalkyl-, additions- och bokföringsmaskiner. År 1960 var antalet anställda 850 stycken, varav 500 i Göteborg. Omsättningen uppgick till 39 miljoner kronor. Den 8 september 1964 lämnade den miljonte maskinen bandet i Göteborg. Mot slutet tillverkades bokföringsmaskiner i Göteborg, additionsmaskioner i Strömstad och Tanumshede där Arne Anton Rosell var verksam som fabrikschef. Räknesnurror tillverkades i Lennartsfors i Årjängs kommun. Tillverknings- och sammansättningsfabriker fanns i Europa, Nord- och Sydamerika och i Indien.

## Bilder

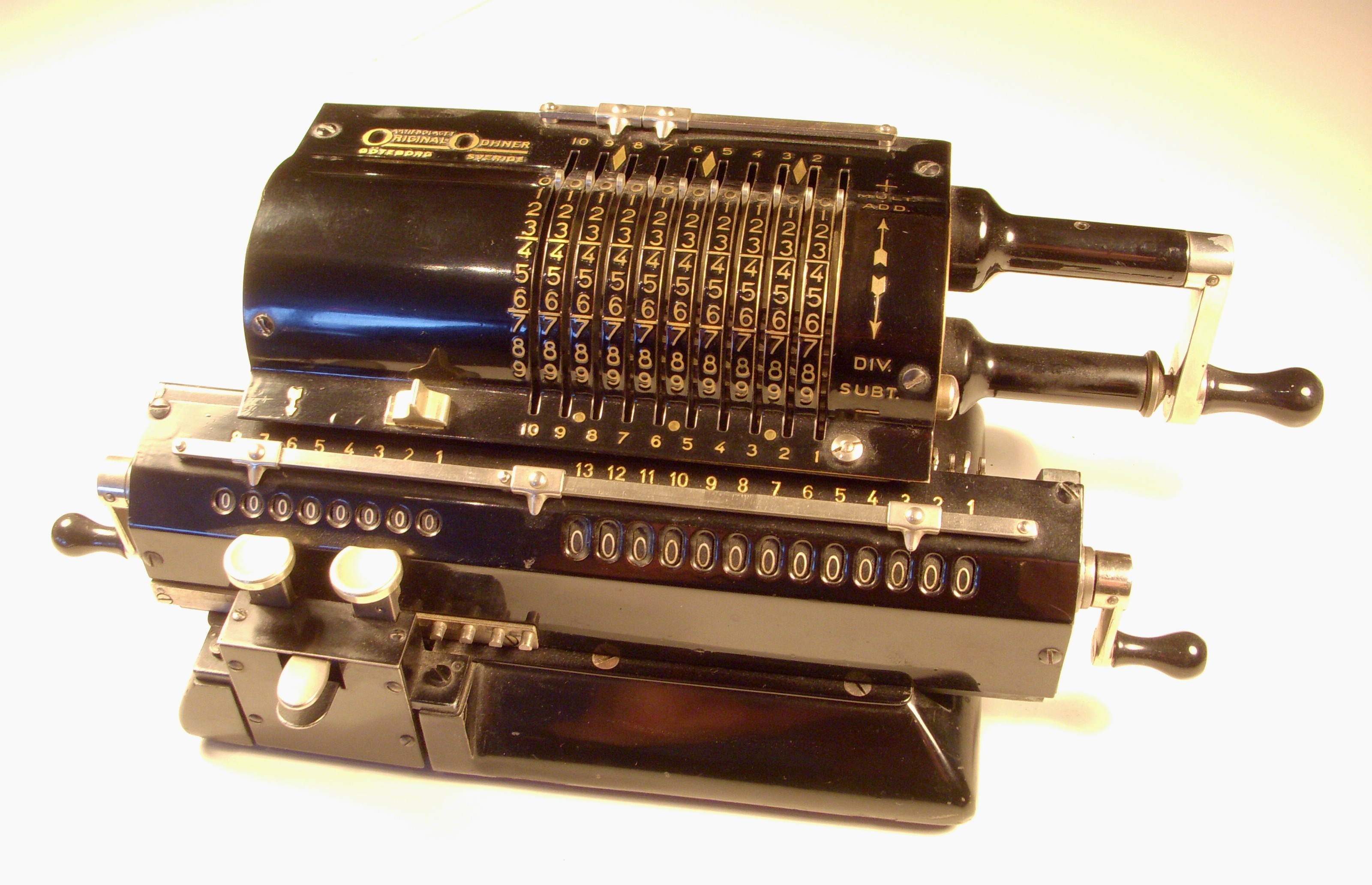
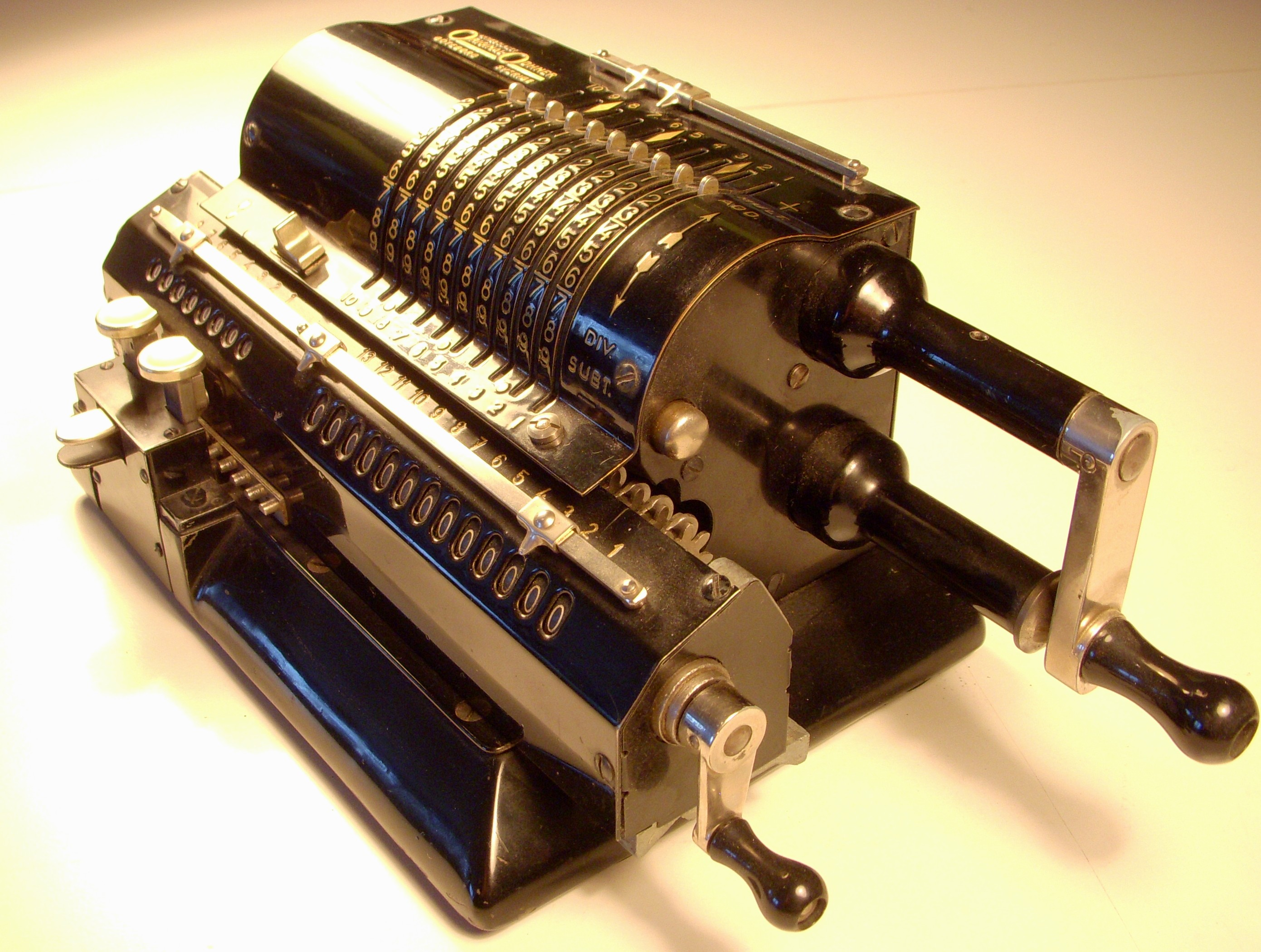
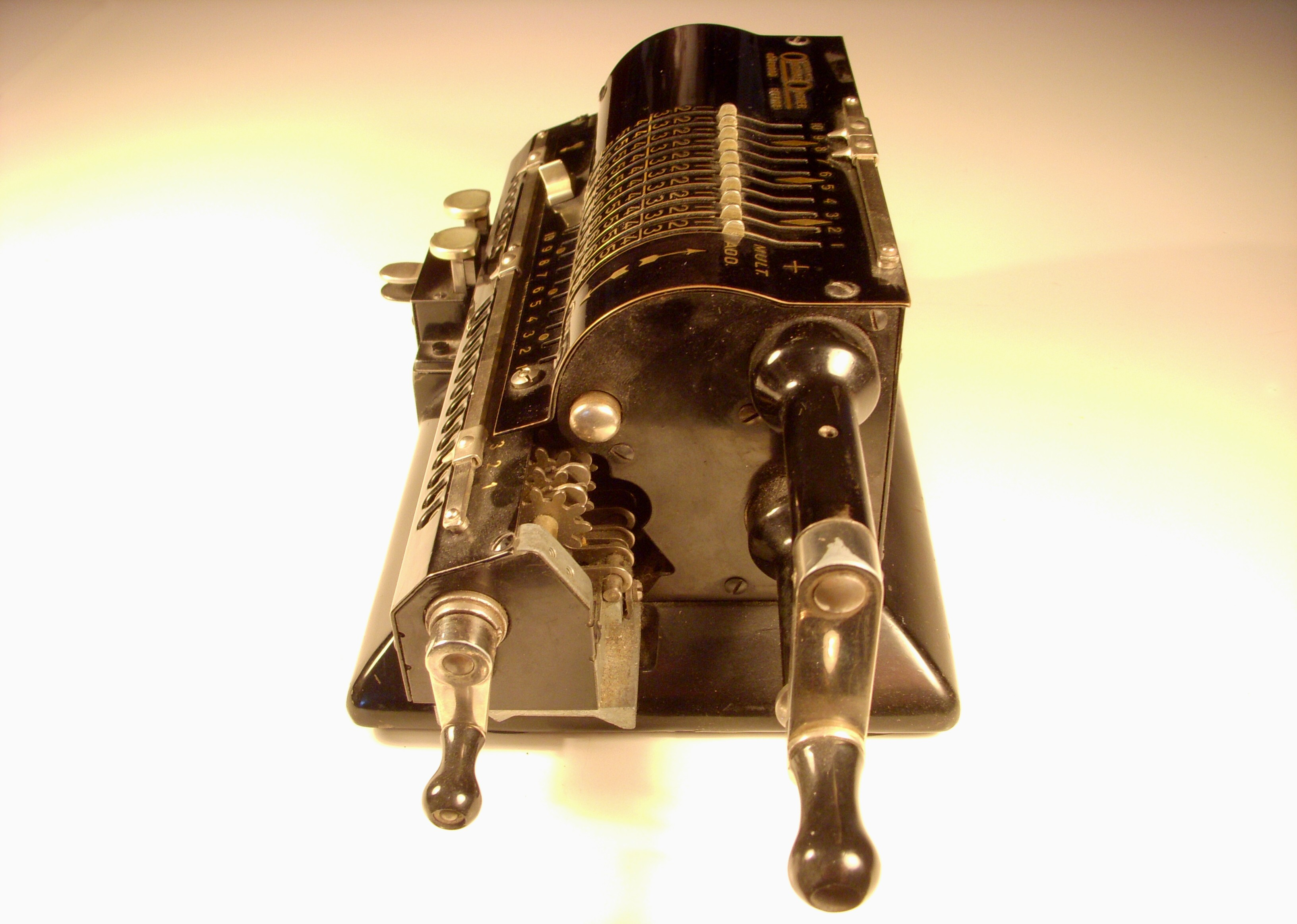
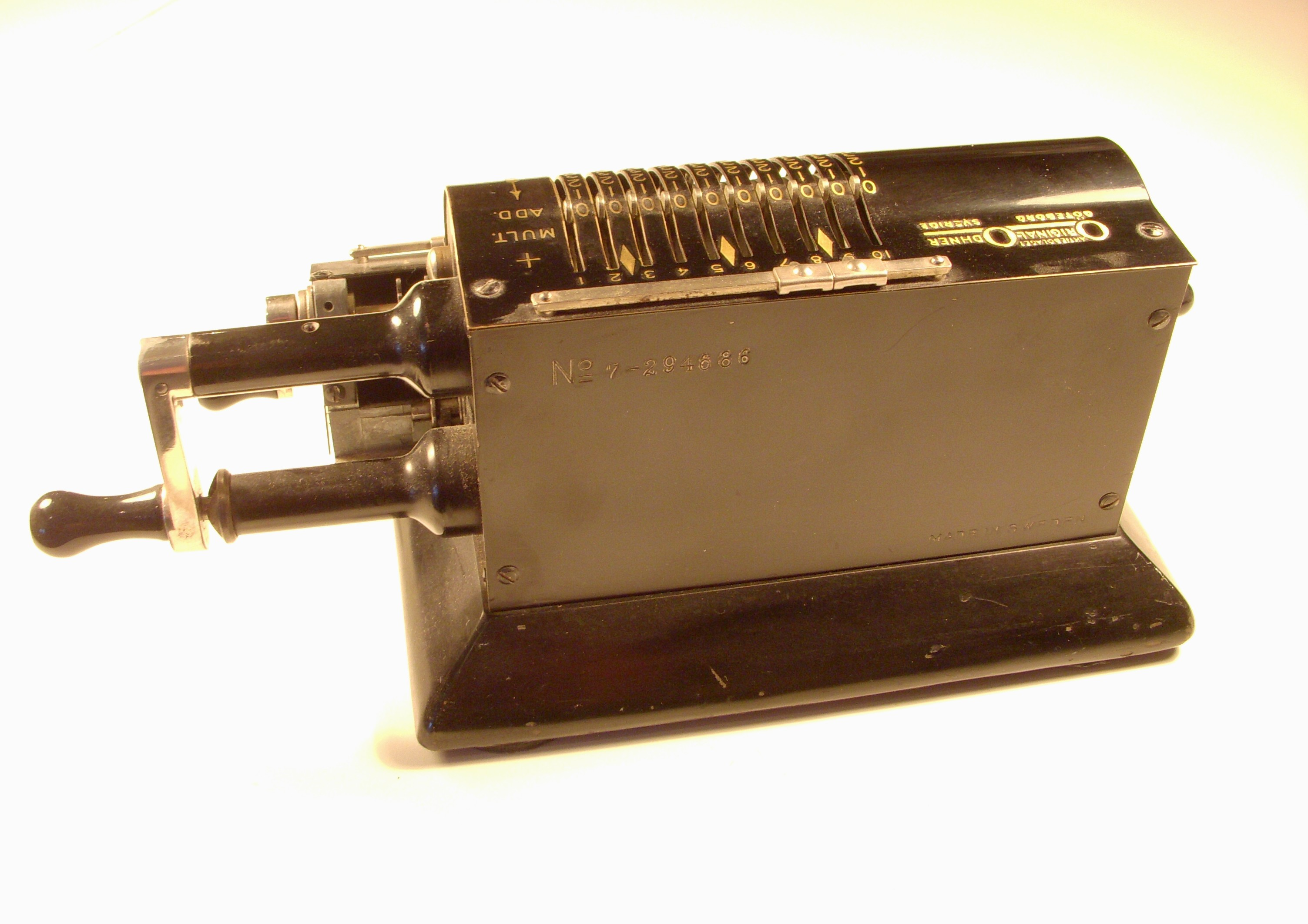

En Odhner-kalkylator från 1935.

## Slutet
Vid ingången av 1970-talet var de mekaniska räknemaskinernas epok till ända och var inte längre "En maskin att räkna med" (slogan). De konkurrerades ut när snabb, ljudlös och billig elektronik gjorde sitt intåg. Odhnerfabrikerna ingick från 1972 i Electroluxkoncernen. Bokföringsmaskinen lades ner 1975 och i Göteborgsfabriken producerades därefter komponenter för Electrolux, förutom ren legotillverkning. De sista anställda lämnade Göteborgsfabriken den 31 mars 1978. Fabrikerna i Strömstad och Tanumshede var i verksamhet fram till den 31 augusti 1990, då tillverkningen upphörde även på de orterna.
Enligt överenskommelse mellan staten och Electrolux skulle minst 880 arbetare ges plats till år 1980 vid Original Odhners fabriker. Strömstadsfabriken drevs vidare som satellitfabrik till Electrolux anläggning i Motala. Fabriken i Göteborg tillverkade skivspelare och datorprodukter men gick i flera år med förlust.

## Verkställande direktörer
- Hans Herlitz, 1921–1942

- Lennart von Kantzow, 1956–1968